# Feeling Good
„Feeling Good“ je píseň napsaná Anthony Newleym a Leslie Bricussem v roce 1965 pro muzikál The Roar of the Greasepaint – The Smell of the Crowd a od té doby byla nahrána mnoha umělci zahrnujíc Ninu Simone (na albu I Put a Spell on You), Muse, Sammyho Davise, Jr., Bobbyho Darina, Traffic, Michaela Bublého, Pussycat Dolls, George Michaela, Johna Barrowmana, Johna Coltrana, Toše Proeskiho, Adama Lamberta, Franka Sinatru, Jr. a v neposlední řadě také B-Side Band & Vojtu Dyka (na albu Live at La Fabrika, 2012). V roce 2015 tato píseň získala i podobu elektronické hudby v produkci Aviciiho.